# Годжаев, Гамид Гусейн оглы
Гамид Гусейн оглы Годжаев (азерб. Həmid Hüseyn oğlu Qocayev; род. 1891, Казахский уезд) — советский азербайджанский животновод, Герой Социалистического Труда (1949).

## Биография
Родился в 1891 году в селе Дюз Кырыклы Казахского уезда Елизаветпольской губернии (ныне Таузский район Азербайджана).
Начал трудовую деятельность в 1931 году табунщиком в колхозе имени Ленина Таузского района. Позже заведующий коневодческой фермой в этом же колхозе. С 1952 года чабан в совхозе имени Ленина Таузского района. В 1948 году вырастил при табунном содержании 56 жеребят от 56 кобыл, имевшихся на начало года. С 1968 года пенсионер союзного значения.
Указом Президиума Верховного Совета СССР от 24 июня 1949 года за получение высокой продуктивности животноводства в 1948 году, при выполнении колхоза обязательных поставок сельскохозяйственных продуктов и плана развития животноводства по всем видам скота, Годжаеву Гамиду Гусейн оглы присвоено звание Героя Социалистического Труда с вручением ордена Ленина и золотой медали «Серп и Молот».

## Награды
- Герой Социалистического Труда (1949)
- Орден Ленина (1949)